# Llista d'episodis d'Els Dotze Regnes
Els Dotze Regnes (十二国記, Jūni Kokuki), també coneguda com a Juuni Kokki o 12 Kokki, és una sèrie de novel·les curtes japoneses escrites per Fuyumi Ono i il·lustrades per Akihiro Yamada. Està formada per 11 volums publicats per l'editorial Kodansha entre el 1992 i 2001. La sèrie està ambientada en la mitologia xinesa, on hi ha dotze regnes, habitats per personatges mitològics i per simples mortals.
A causa de l'èxit de la novel·la entre el públic jove japonès, La sèrie fou adaptada a la seva versió anime per l'Studio Pierrot. Fou dirigida per Tsuneo Kobayashi, amb guió de Shou Aikawa (episodis 1-40) i Seiya Fujima (episodis 41-45), i música composta per Kunihiko Ryo. Fou estrenada pel canal de televisió japonès NHK el 9 d'abril de 2002 fins a l'11 de març de 2003. La sèrie està formada per 45 episodis de 25 minuts de duració cadascun.
Internacionalment, fou distribuïda en format DVD per la companyia estaunidenca Media Blasters. A Catalunya, la sèrie fou emesa l'1 de desembre de 2005 pel canal K3, reemetent-se posteriorment en diverses ocasions.

## Llista d'episodis
| # | Títol en català | Data d'estrena al Japó | Data d'estrena a Catalunya |
| --- | --- | ---------------------- | -------------------------- |
| 1 | L'ombra de la lluna, el mar de les tenebres. Capítol 1 Tsuki no Kage Kage no Umi Isshou (月の影 影の海 一章)                           | 9 d'abril de 2002      | 1 de desembre de 2005      |
| La Yoko Nakajima és una alumna exemplar de l'institut, però se sent sola a classe i a casa. No para de tenir un malson on hi surten llocs desconeguts i monstres horribles. Un dia, se li apareix a l'institut un noi ros, en Keiki, i li diu que fa temps que la busca. La Yoko no sap què fer, però tot d'una, uns monstres comencen a atacar l'escola, i ella es veu obligada a lluitar-hi, espasa en mà, juntament amb els servidors d'en Keiki. També s'hi veuen implicats els seus dos amics, l'Asano i la Sugimoto. Al final, es desmaia, i quan es desperta veu que els servidors d'en Keiki se l'emporten volant a dins d'un remolí gegant de llum cap a "l'altra banda". | |                        |                            |
| 2 | L'ombra de la lluna, el mar de les tenebres. Capítol 2 Tsuki no Kage Kage no Umi Nishou (月の影 影の海 二章)                           | 16 d'abril de 2002     | 2 de desembre de 2005      |
| La Yoko aconsegueix creuar el remolí de llum, però un monstre els ataca i perd de vista l'Asano i la Sugimoto. Es posa a caminar per un camí desconegut i troba un poblet, però la gent del poble la fa presonera i la tanquen amb la Sugimoto. La Yoko s'adona que a la seva amiga li ha canviat la cara. L'Asano es troba amb en Keiki transformat en bèstia, que lluita contra una altra bèstia que l'ha atacat. La gent del poble porta la Yoko, la Sugimoto i l'Asano a veure les autoritats del districte, però apareixen uns altres monstres i els ataquen. | |                        |                            |
| 3 | L'ombra de la lluna, el mar de les tenebres. Capítol 3 Tsuki no Kage Kage no Umi Sanshou (月の影 影の海 三章)                          | 23 d'abril de 2002     | 5 de desembre de 2005      |
| Gràcies al poder del hinman, la Yoko derrota els monstres i salva els seus amics. Com que tenen molta gana, al final es veuen obligats a entrar en una granja per robar menjar. Just llavors arriba el propietari, en Takki, i els dona menjar i roba. Llavors en Takki els promet que els trobarà una feina al poble, la Yoko se'n refia, però la Sugimoto no s'ho acaba d'empassar. Se'n van al poble i pel camí veuen que fan una obra sobre el reialme de Kei. Cap al final de l'obra, la Yoko veu l'Aozaru, un ésser que sortia al seu malson, que fa de pare i mare de la Yoko. La noia queda molt alterada. | |                        |                            |
| 4 | L'ombra de la lluna, el mar de les tenebres. Capítol 4 Tsuki no Kage Kage no Umi Yonshou (月の影 影の海 三章)                          | 30 d'abril de 2002     | 6 de desembre de 2005      |
| La Yoko està molt confosa perquè ha vist l'Aozaru, però decideix continuar seguint en Takki amb la Sugimoto i l'Asano. Quan arriben a l'hotel, la Yoko s'adona que la Sugimoto tenia raó de sospitar d'en Takki. Resulta que en Takki mira de vendre-les perquè facin de prostitutes. La Yoko, la Sugimoto i l'Asano aconsegueixen escapar-se'n. Es troben amb un vell japonès que es diu Matsuyama. S'ho passen molt bé xerrant-hi, però l'endemà, en Matsuyama els denuncia a la policia a canvi de diners. El posat de "bona nena" de la Yoko no li serveix per a res. A més a més, la relació que té amb la Sugimoto i l'Asano comença a trontollar. Tot d'una, l'espasa de la Yoko comença a desprendre llum i li fa tenir una visió. | |                        |                            |
| 5 | L'ombra de la lluna, el mar de les tenebres. Capítol 5 Tsuki no Kage Kage no Umi Goshou (月の影 影の海 五章)                           | 7 de maig de 2002      | 7 de desembre de 2005      |
| 6 | L'ombra de la lluna, el mar de les tenebres. Capítol 6 Tsuki no Kage Kage no Umi Rosshou (月の影 影の海 六章)                          | 21 de maig de 2002     | 8 de desembre de 2005      |
| La Sugimoto guanya la Yoko amb el poder d'un hinman, i la Yoko es desmaia. Quan es desperta, la Yoko es troba a les mans d'una criatura que és meitat bèstia, en Rakushun. En Rakushun tracta la Yoko molt bé, tot i així ella no es mostra disposada a afluixar. En Rakushun la porta a En, un reialme on es tracta a tots els éssers d'iguals. Però pel camí uns monstres ataquen la Yoko i en Rakushun, i la Yoko contraataca, ara amb un somriure als llavis. | |                        |                            |
| 7 | L'ombra de la lluna, el mar de les tenebres. Capítol 7 Tsuki no Kage Kage no Umi Shichishou (月の影 影の海 七章)                       | 28 de maig de 2002     | 9 de desembre de 2005      |
| Uns monstres ataquen la Yoko i en Rakushun de camí cap al reialme d'En. Així que la Yoko veu com la gent s'obre camí per sobreviure, s'adona que no pot dependre dels altres. Després de derrotar els monstres, la Yoko troba en Rakushun a terra, i li ve la idea diabòlica de rematar-lo perquè així no la podrà denunciar a la policia. Llavors fuig corrents però l'Aozaru l'acusa i l'obliga a enfrontar-se amb els seus fantasmes. Finalment s'adona del significat real del que vol dir "confiar" i aconsegueix matar l'Aozaru. La Yoko torna per salvar en Rakushun i se'n va amb el grup de Shu-Sei que havia vist abans. Ara que se sent una persona diferent, comença un viatge amb ells per arribar al port i embarcar-se en un vaixell que els ha de dur a En. | |                        |                            |
| 8 | L'ombra de la lluna, el mar de les tenebres. Capítol 8 Tsuki no Kage Kage no Umi Hasshou (月の影 影の海 八章)                          | 4 de juny de 2002      | 12 de desembre de 2005     |
| En Ko-o obliga la Korin, que està malalta, a fer entrar un esperit hinman al cos de la Sugimoto perquè mati la Yoko. El grup de Shu-Sei amablement demana a la Yoko que agafi el vaixell per anar a En amb ells, però la Yoko decideix no fer-ho per no posar-los en perill. En Kotetsu, que abans no parava de criticar la Yoko, s'adona que ella s'hi està esforçant i li prepara un altre vaixell perquè pugui atrapar el grup. La Sugimoto es troba amb la Yoko, i queda parada de com ha canviat la seva amiga. La Sugimoto i la Yoko alliberen tots els seus sentiments durant la batalla, però tot d'un plegat les ataca un monstre marí. | |                        |                            |
| 9 | L'ombra de la lluna, el mar de les tenebres. Capítol 9 Tsuki no Kage Kage no Umi Kyuushou (月の影 影の海 九章)                         | 11 de juny de 2002     | 13 de desembre de 2005     |
| La Yoko es troba amb en Rakushun a En, ella finalment accepta la seva amabilitat i es mostra sincera amb ell. La Sugimoto es troba perduda sense el hinman que li tradueix l'idioma, però la gent d'En la porta amablement a l'oficina del govern per mirar d'ajudar-la. Després d'obtenir un passi del govern, la Yoko mira de dormir en una escola i sorprèn en Rakushun. Un professor kai-kyaku que es diu Heki Rakujin explica a la Yoko que només els immortals i els monstres no tenen problemes amb l'idioma, i la Yoko comença a pensar-se que és un monstre. En Rakushun també li dona més informació sobre els 12 reialmes. | |                        |                            |
| 10 | L'ombra de la lluna, el mar de les tenebres. Capítol 10 Tsuki no Kage, Kage no Umi Juushou (月の影 影の海 十章)                        | 18 de juny de 2002     | 14 de desembre de 2005     |
| La Yoko es troba enmig d'una batalla ferotge contra uns monstres i l'En-o Shoryu arriba per salvar-la. Li diu a la Yoko que l'espasa que té i que ha fet servir tot aquest temps només la pot fer servir la reina de Kei, i la Yoko queda molt parada. En Rakushun comença a tractar-la diferent, a la Yoko no li fa gens de gràcia i es fan amics. En Naotaka i en Rokuta (l'Enki) expliquen a la Yoko la situació del reialme de Kei, on una impostora, la Joei, es fa passar per la reina i controla en Keiki. La Yoko també aprèn la relació que hi ha entre un reialme, el rei i el kirin. No es veu capaç d'acceptar la seva condició de reina, però algú ha de salvar en Keiki. En Shoryu li deixa un dia sencer per rumiar-s'ho. | |                        |                            |
| 11 | L'ombra de la lluna, el mar de les tenebres. Capítol 11 Tsuki no Kage, Kage no Umi Juuisshou (月の影 影の海 十一章)                    | 25 de juny de 2002     | 15 de desembre de 2005     |
| El ranka d'en Rokuta queda atrapat en un shoku i se'n va fins al camp de batalla de Kyoto a l'època medieval. Com que els pares d'en Rokuta no tenien prou diners per mantenir-lo, el van abandonar a la muntanya. Un monstre el va tornar a l'altra banda i llavors ell es va adonar de la seva missió de kirin. Ha d'escollir un rei, però sap que els reis són els responsables que hi hagi guerres, i ell no vol que hi hagi més nens que pateixin com ell. En Rokuta té molta tristesa dins seu i se'n torna al Japó amb un shoku. Però així que es troba amb en Naotaka, el nou senyor de la família Komatsu, que acaba de perdre el seu pare, sap que ha trobat l'escollit. | |                        |                            |
| 12 | L'ombra de la lluna, el mar de les tenebres. Capítol 12 Tsuki no Kage, Kage no Umi Juunishou (月の影 影の海 十二章)                    | 2 de juliol de 2002    | 16 de desembre de 2005     |
| Després de sentir les històries de l'En-o, l'Enki i l'última reina de Kei, la Yoko es pregunta per què en Keiki l'ha escollit a ella com a reina. Se'n torna al poble per reflexionar sobre tot el que li ha passat durant el viatge i sobre les bestieses que arriben a fer els humans. A l'escola, en Heki explica tot d'històries a la Sugimoto per mirar de fer-la tornar en si. La Sugimoto es troba amb la Yoko i l'acusa d'haver actuat incorrectament, però aquest cop la Yoko comença a lluitar-hi en comptes de fugir. Quan apareix en Ko-o, l'espasa Sui-gu-to de la Yoko revela els seus plans malèfics. | |                        |                            |
| 13 | L'ombra de la lluna, el mar de les tenebres. Capítol 13 Tsuki no Kage, Kage no Umi Shuushou (月の影 影の海 終章)                       | 9 de juliol de 2002    | 20 de desembre de 2005     |
| En Ko-o intenta matar la Yoko per gelosia, i fa que la seva kirin, la Korin, es posi malalta. La Korin s'estima més morir que no pas fer cas de les ordres d'en Ko-o per matar la Yoko. Això fa que la Yoko decideixi fer tornar en Keiki, que va amb la reina falsa de Kei, la Joei. La Yoko encara dubta de si vol ser la reina de Kei o bé tornar a casa, però en Rakushun l'aconsella sàviament. Amb l'ajut de l'En-o, la Yoko trenca el segell d'en Keiki, l'accepta com a kirin seu, es posa al capdavant del reialme de Kei i ocupa el tron. En Keiki provoca una tempesta shoku perquè la Sugimoto pugui tornar a casa. | |                        |                            |
| 14 | L'ombra de la lluna, el mar de les tenebres. Capítol de transició Tsuki no Kage, Kage no Umi Tenshou (月の影 影の海 転章)              | 16 de juliol de 2002   | 21 de desembre de 2005     |
| La conspiració que havia tramat en Ko-o per fer que el reialme de Ko pogués acumular més riqueses que el de Kei fracassa amb la mort de la seva kirin, la Korin. La Yoko i en Rakushun parlen sobre el món. La Yoko és la reina d'un dels 12 reialmes que va crear el Cel, i en Keiki és el seu kirin. La Yoko (la Kei-o), l'En-o, l'Enki i en Taiki són taikes, éssers que havien de néixer en aquest altre món però que van néixer al Japó perquè els seus rankes havien quedat atrapats en una tempesta shoku. La Yoko està preocupada per l'Asano, que fa temps que ha desaparegut, i per la Sugimoto, que se n'ha tornat a casa. En Rakushun es pensa que la Yoko es penedeix d'haver triat ser reina, però ella li dona les gràcies per comptar-hi per poder aixecar el reialme. | |                        |                            |
| 15 | El mar del vent, la costa del laberint. Capítol 1 Kaze no Umi, Meikyuu no Kishi Isshou (風の海 迷宮の岸 一章)                          | 3 de setembre de 2002  | 22 de desembre de 2005     |
| El kirin del reialme de Kei, en Keiki, tria la Yoko per reina, i la Yoko se'n va a la muntanya Ho per celebrar la cerimònia oficial de coronació. En Keiki i la Yoko fan una parada al palau on es troba l'arbre Shashinboku dels kirins. La Yoko sent a parlar del kirin desaparegut, en Taiki, i del monstre femella de Tai que té tantes ganes de trobar-lo. La Sugimoto ara ja ha tornat al Japó i sent a dir que un noi que es diu Kaname ha desaparegut sense deixar rastre. Al final resulta que és en Taiki, el kirin negre. | |                        |                            |
| 16 | El mar del vent, la costa del laberint. Capítol 2 Kaze no Umi, Meikyuu no Kishi Nishou (風の海 迷宮の岸 二章)                          | 10 de setembre de 2002 | 23 de desembre de 2005     |
| Un cop a la muntanya Ho, la Yoko sent històries del kirin del reialme de Tai, que es va criar a Horai (al Japó) perquè era un taika, com ella. El ranka d'en Taiki va quedar atrapat en un shoku i va anar a parar a Horai, i en Taiki va tornar a la muntanya Ho deu anys després. Com que li feia la sensació que no pertanyia a la seva família japonesa, va acceptar de bon grat el seu destí de kirin i la missió de buscar un rei. Les sacerdotesses que cuiden en Taiki estan amoïnades perquè en Taiki encara no pot adoptar la forma original de bèstia dels kirins, i en Taiki s'enfada. Però llavors, el segresten. | |                        |                            |
| 17 | El mar del vent, la costa del laberint. Capítol 3 Kaze no Umi, Meikyuu no Kishi Sanshou (風の海 迷宮の岸 三章)                         | 17 de setembre de 2002 | 26 de desembre de 2005     |
| Un home anomenat Goson captura en Taiki per fer-lo rei però de manera incorrecta, afortunadament el senyor Shin el salva. Ara les sacerdotesses tenen dues preocupacions: la primera, que en Taiki no pot adoptar la forma original de kirin per triar un rei, la segona, que no té servidors shirei que el protegeixin. La Gyokuyo convida en Keiki a visitar en Taiki. En un primer moment, no s'entenen gaire bé, però més endavant es fan amics. En Keiki fa venir ganes a en Taiki de practicar la transformació i de captar shireis. Per la seva banda, en Keiki aprèn a tractar la gent amb comprensió i no amb tanta inflexibilitat, i així també fa que millori la seva relació amb la Kei-o. | |                        |                            |
| 18 | El mar del vent, la costa del laberint. Capítol 4 Kaze no Umi, Meikyuu no Kishi Yonshou (風の海 迷宮の岸 四章)                         | 24 de setembre de 2002 | 27 de desembre de 2005     |
| A l'estiu s'obren les muralles i tothom es posa a escalar la muntanya per poder ser escollit rei. En Taiki dubta de si serà capaç de triar un rei, però una de les sacerdotesses l'anima i li diu que, quan vegi el rei, rebrà el senyal del Cel. En Taiki troba dues persones que podrien ser-ho, la Risai i en Gyoso, tots dos són comandants de l'exèrcit, però cap d'ells és el rei. | |                        |                            |
| 19 | El mar del vent, la costa del laberint. Capítol 5 Kaze no Umi, Meikyuu no Kishi Goshou (風の海 迷宮の岸 五章)                          | 1 d'octubre de 2002    | 28 de desembre de 2005     |
| En Taiki queda alliberat de la missió de triar un rei entre el primer grup de gent que ha escalat la muntanya. Se'n va a caçar sugus amb en Gyoso i la Risai. La Risai queda atrapada, i un monstre gegant, en Totetsu, fereix en Gyoso. En Taiki s'enfronta al monstre i aconsegueix derrotar-lo i convertir-lo en el seu servidor shirei. Però així que en Gyoso se'n va de la muntanya, en Taiki el troba tant a faltar que al final es transforma en un kirin, el tria per rei i li jura lleialtat. Però en Taiki no havia rebut el senyal del Cel... | |                        |                            |
| 20 | El mar del vent, la costa del laberint. Capítol 6 Kaze no Umi, Meikyuu no Kishi Shuushou (風の海 迷宮の岸 終章)                        | 8 d'octubre de 2002    | 29 de desembre de 2005     |
| En Taiki ha aconseguit un shirei, s'ha transformat en kirin i ha fet rei en Gyoso. Però li sembla que ha comès un error i que el Cel matarà en Gyoso. Després que en Gyoso i en Taiki rebin el senyal del Cel, en Gyoso convida en Keiki al palau d'en Taiki. En Keiki organitza una trobada amb en Taiki, en Shoryu i en Rokuta. En Taiki no pot fer una reverència a en Shoryu, i llavors s'adona que ha triat el rei correcte. La Yoko escolta aquesta història i aprèn que els kirins han de triar reis en nom del Cel. Ara ja està preparada per fer de reina. | |                        |                            |
| 21 | El mar del vent, la costa del laberint. Capítol de transició Kaze no Umi, Meikyuu no Kishi Tenshou (風の海 迷宮の岸 転章)              | 15 d'octubre de 2002   | 30 de desembre de 2005     |
| En Rokuta pateix per la situació del món dels 12 reialmes i pel reialme de Ko. Ko i Ho es troben en una situació especialment dolenta perquè encara no tenen un rei. Però a Tai les coses encara van pitjor perquè en Tai-o i en Taiki han desaparegut. En Rokuta es posa a pensar en en Taiki, a qui va portar de Horai. Si en Taiki és mort, el nou ranka de Tai hauria d'estar creixent a l'arbre Shashinboku a la muntanya Ho, però no n'hi ha cap rastre, i en Rokuta continua buscant en Taiki. | |                        |                            |
| 22 | El mar del vent, la costa del laberint. Capítol Epistolar Shokan (書簡)                                                                | 22 d'octubre de 2002   | 2 de gener de 2006         |
| A en Rakushun li arriba un ocell missatger anomenat Rancho al campus universitari d'En. L'ocell li porta un missatge de la Yoko, la nova reina de Kei, que li explica que ha descobert que l'Asano potser encara viu, i que ha anat a veure la mare d'en Rakushun a Ko. En el missatge també el convida a assistir a la cerimònia de coronació. En Rakushun li torna l'ocell a la Yoko. Per missatge, tots dos es diuen que les coses els van la mar de bé, però no és veritat perquè a tots dos els costa molt adaptar-se a la seva nova vida en un entorn tan diferent. La Yoko bateja la nova era de Kei amb el nom de Seki-Raku, "Seki" de Yoko Sekishi, i "Raku" de Rakushun. | |                        |                            |
| 23 | El vent llunyà, el cel a l'alba. Capítol 1 Kaze no Banri, Reimei no Sora Isshou (風の万里 黎明の空 一章)                               | 29 d'octubre de 2002   | 3 de gener de 2006         |
| A l'era Meiji, al Japó, la Suzu Oki va néixer en una família de pagesos molt pobra. La van vendre per poder pagar els deutes de la família, però va caure d'un penya-segat i va acabar a Kyokai, a l'altre món. Com que no entenia l'idioma, va començar a viatjar amb els Shu-Sei, els artistes ambulants. Un bon dia, es troba amb una immortal anomenada Riyo, que entén el seu idioma, i li suplica que se l'endugui. La Riyo la porta a la muntanya i li dona la condició d'immortal perquè pugui entendre l'idioma d'aquest altre món, però així la converteix en la seva esclava durant 100 anys. La Shokei és una noia de la mateixa edat que la Suzu, però ella porta una vida plena de luxes perquè és la filla d'en Ho-o. Però com que la política d'en Ho-o és massa estricta, el poble es rebel·la i destrona la dinastia del reialme. A la Shokei li maten el pare i la mare, l'obliguen a abandonar la seva condició d'immortal i a començar una nova vida d'òrfena. La Yoko té més o menys la mateixa edat que elles. Ara ella s'enfronta als seus propis problemes, ja que és la nova reina. La cerimònia de coronació del reialme de Kei se celebra davant d'una multitud de súbdits.                                                             | |                        |                            |
| 24 | El vent llunyà, el cel a l'alba. Capítol 2 Kaze no Banri, Reimei no Sora Nishou (風の万里 黎明の空 二章)                               | 5 de novembre de 2002  | 4 de gener de 2006         |
| La Riyo arriba i explica a la Suzu això de la nova reina Kei-o per martiritzar-la. La nova Kei-o té les mateixes arrels que la Suzu, però en canvi ostenta un estatus social molt més alt que ella. La Suzu comença a desitjar que la Kei-o vingui a salvar-la. D'altra banda, la Shokei, l'exprincesa de Ho, ara que és òrfena es veu obligada a treballar molt durament. La directora de l'orfenat s'assabenta del passat de la Shokei i la culpa de l'execució del seu fill. Llavors, la Shokei sent un rumor sobre la nova Kei-o i es posa gelosa. S'acaba la cerimònia de coronació de la Yoko i ella se'n va a parlar amb l'En-o, l'Enki i en Rakushun. No sap com reaccionar davant la gent de Kei i de les acusacions del sobirà de l'estat de Baku. Al final, aconsegueix prendre una bona decisió... o això es pensava. | |                        |                            |
| 25 | El vent llunyà, el cel a l'alba. Capítol 3 Kaze no Banri, Reimei no Sora Sanshou (風の万里 黎明の空 三章)                              | 12 de novembre de 2002 | 5 de gener de 2006         |
| La Suzu somnia que la Kei-o la vingui a salvar de la seva mestressa, la malvada Riyo. La Riyo, per castigar-la, l'envia a un penya-segat molt perillós amb un monstre ferotge. La Shokei no pot acceptar el canvi tan radical que ha fet la seva vida i està molt gelosa de la Kei-o. L'enxampen cantant una cançó del castell, tota la gent del poble descobreix el seu passat de princesa, i ella desmenteix la injustícia del seu pare. Per la seva banda, la Kei-o, la Yoko, estudia sota la supervisió de 3 ajudants personals, en Taishi, en Taifu i en Taiho, i aprèn política amb els consellers. La Yoko està cansada i accepta anar a sopar amb en Taishi. El líder dels 6 consellers, en Seikyo, demana a la Yoko quina decisió vol prendre al respecte de la creació de llocs de treball per als soldats. Com que en Seikyo té aquestes qüestions més per la mà, la Yoko li deixa prendre la decisió a ell, i en Keiki s'enfada. | |                        |                            |
| 26 | El vent llunyà, el cel a l'alba. Capítol 4 Kaze no Banri, Reimei no Sora Yoshou (風の万里 黎明の空 四章)                               | 19 de novembre de 2002 | 6 de gener de 2006         |
| La Suzu aconsegueix fugir de la seva mestressa malvada i se'n va a veure la Sai-o, al palau de Chokan. L'exèrcit del reialme de Kei salva la Shokei de la gent del poble, que mirava de matar-la perquè s'havia descobert la seva identitat d'exprincesa de Ho, i la porta davant d'en Gekkei, que li va matar el pare. En Gekkei li diu que abandoni el reialme, i la reina de Kyo, a l'altra banda del Kyo-Kai l'acull. La Yoko descobreix que els seus 3 ajudants personals han mirat de matar-la, incloent-hi en Taishi, que la va convidar a sopar. També hi estan implicats en Kokan, a qui ella havia rellevat del càrrec feia poc, i el líder dels consellers del Cel. Per sort, els guardes del palau els han pogut aturar. Durant una reunió amb els consellers, la Yoko s'adona que tota l'estona mira de complaure a tothom, però que tot i així actua igual que abans, i comença a plantejar-se l'opció d'abandonar el palau. | |                        |                            |
| 27 | El vent llunyà, el cel a l'alba. Capítol 5 Kaze no Banri, Reimei no Sora Goshou (風の万里 黎明の空 五章)                               | 26 de novembre de 2002 | 9 de gener de 2006         |
| En Gekkei salva la Shokei i l'envia al reialme de Kyo. La Kyo-o li dona l'oportunitat de fer de criada al palau o d'anar a viure en un rike (orfenat). La Shokei adopta una actitud hostil contra la Kei-o i la Kyo-o. La Suzu viu encantada al palau del reialme de Sai, però en Sai-o li recomana que se'n vagi a viure entre el poble per poder fer-se gran. La Suzu se'n va al reialme de Kei i passa a dependre de la Kei-o, que ve de Horai, igual que ella. La Yoko va decidir pujar al tron per ajudar la gent del poble i millorar les seves condicions de vida, però no se'n surt, i decideix abandonar el palau i anar-se'n a viure amb la gent per conèixer de primera mà quines necessitats tenen. La Suzu arriba al reialme de So i es troba amb el grup Shu-Sei, amb qui ella havia anat. També es troba amb un nou Kai-Kyaku. | |                        |                            |
| 28 | El vent llunyà, el cel a l'alba. Capítol 6 Kaze no Banri, Reimei no Sora Rosshou (風の万里 黎明の空 六章)                              | 3 de desembre de 2002  | 10 de gener de 2006        |
| La Suzu també salva un nen que està a punt de caure d'un vaixell, i ell li engega que no li agrada i que tampoc li sap cap greu el seu passat de Kai-Kyaku. La Yoko se'n va a viure entre la gent del poble, en un rike, per mirar de conèixer les necessitats de la gent normal. Un monstre els ataca, i ella protegeix la gent. Llavors veu com la Rangyoku lluita per salvar el seu germà, i pensa que li agradaria tenir algú que li importés. La Shokei no suporta treballar de criada al palau, roba unes quantes joies i fuig. La Kyo-o ordena a l'exèrcit que surti a buscar-la. | |                        |                            |
| 29 | El vent llunyà, el cel a l'alba. Capítol 7 Kaze no Banri, Reimei no Sora Shichishou (風の万里 黎明の空 七章)                           | 10 de desembre de 2002 | 11 de gener de 2006        |
| La Yoko se'n va a viure entre la gent normal del seu reialme. Un vell de l'orfenat que es diu Enho explica coses del poble a la Yoko i li dona consells. La Suzu s'embarca en un vaixell que es dirigeix cap a Kei, i en Seishu li explica com va morir la seva família. La història fa que la Suzu s'adoni que no ha parat de fer la víctima, que s'ha dedicat a culpar els altres per tot el que ha hagut de patir, i que no és l'única que s'ha d'enfrontar a tant dolor. La Shokei descobreix que, si agafa un vaixell que va de Tai a Kei i es fa passar per una refugiada, li concediran un document d'identitat de Kei. Però la detenen en un hotel juntament amb en Rakushun, amb qui compartia l'habitació. El missatger d'en Keiki, en Hyoki, fa arribar unes notícies a la Yoko que la deixen amoïnada. Resulta que en Kokan, que va tramar l'assassinat de la Yoko, encara no ha aparegut. La Yoko sent per casualitat el nom del líder dels consellers del Cel, que va participar en l'intent d'assassinat, en una conversa entre l'Enho i el seu convidat. | |                        |                            |
| 30 | El vent llunyà, el cel a l'alba. Capítol 8 Kaze no Banri, Reimei no Sora Hasshou (風の万里 黎明の空 八章)                              | 17 de desembre de 2002 | 12 de gener de 2006        |
| Els oficials de Ryu detenen la Shokei, però ella els suborna i aviat la deixen anar. Com que el viatge a Tai resulta perillós, en Rakushun s'ofereix a portar-la a En. La Shokei aprèn moltes coses d'en Rakushun, però encara no arriba a entendre la seva responsabilitat de koshu (filla del rei). Uns bandits ataquen la colla de la Suzu. Al final se salven, però la Suzu comença a culpar-se'n perquè no havia volgut llogar uns guàrdies. Els altres miren de dir-li que no en té cap culpa, però llavors s'enfada i comença a pensar en la seva mestressa, la Riyo. La Yoko es posa a investigar per mirar de localitzar els assassins i es fica en un embolic, però la salva un noi que es diu Sekki. Llavors es troba amb en Seishu, que s'està dessagnant al mig del carrer. S'enfada moltíssim de veure la despreocupació de la gent que passa pel costat d'aquest noi que s'està morint. | |                        |                            |
| 31 | El vent llunyà, el cel a l'alba. Capítol 9 Kaze no Banri, Reimei no Sora ten shou (風の万里 黎明の空 転章)                             | 7 de gener de 2003     | 13 de gener de 2006        |
| En Rakushun porta la Shokei a la frontera entre Ryu i En. La Shokei no entén per què, des que va perdre els seus pares, ha de patir tant, viure envoltada de pobresa i odiada per tanta gent! Però en Rakushun li ensenya a ser responsable amb la gent. A l'administració de la família de la Shokei li faltava aquest sentit de la responsabilitat amb el poble. La Kei-o, la Yoko, se'n va a viure entre la gent del reialme per guanyar experiència, i en Rakushun està totalment convençut que serà una reina millor quan torni a ocupar el tron. A la Shokei sempre li hauria agradat que algú també es preocupés per ella i hi confiés, però en Rakushun li aconsella que miri endavant i que comenci una nova vida. L'Asano es posa a parlar amb en Shoko sobre la mala situació del món i comencen a fer plans. | |                        |                            |
| 32 | El vent llunyà, el cel a l'alba. Capítol 10 Kaze no Banri, Reimei no Sora Kyuushou (風の万里 黎明の空 九章)                            | 14 de gener de 2003    | 16 de gener de 2006        |
| La Suzu no suporta la idea que en Shoko hagi fugit i que no rebi cap càstig per haver mort en Seishun, i decideix venjar-lo. L'Enho explica a la Yoko les coses terribles que ha fet en Shoko. Quan la Shokei arriba a Kei, sent que la gent es queixa de la nova Kei-o, que no ha sabut fer que les condicions de vida al reialme milloressin, però també sent a dir que a Shi-Sui, a l'estat de Wa, els refugiats reben una parcel·la de terra i la ciutadania. La Suzu esbrina que en Shoko rep la protecció d'un càrrec superior, i decideix venjar-se d'en Shoko i de la Kei-o per la mort d'en Seishun. | |                        |                            |
| 33 | El vent llunyà, el cel a l'alba. Capítol 11 Kaze no Banri, Reimei no Sora Juushou (風の万里 黎明の空 十章)                             | 21 de gener de 2003    | 17 de gener de 2006        |
| La Suzu decideix venjar-se d'en Shoko i de la Kei-o per la mort d'en Seishun. La Yoko detecta que algú la busca i es posa a investigar l'estat de Wa. La Suzu mira de matar en Kokan, però en Kosho i el seu grup l'aturen. Al final resulta que ells també tenen la intenció de derrotar en Shoko. La Shokei arriba a la capital de l'estat de Wa, Meikaku, i veu com atrapen un delinqüent. Aquella escena li fa recordar el seu passat i llança una pedra a un dels guàrdies. La Yoko, que voltava per allà, mira de salvar-la. | |                        |                            |
| 34 | El vent llunyà, el cel a l'alba. Capítol 12 Kaze no Banri, Reimei no Sora Juuisshou (風の万里 黎明の空 十一章)                         | 28 de gener de 2003    | 18 de gener de 2006        |
| Un home que es diu Kantai salva la Shokei. Ell li parla d'en Shoko i d'en Gaho, i la Shokei es veu obligada a informar-ne la Kei-o, per fer que no es torni a equivocar per desconeixement de la situació. La Suzu i en Kosho parlen dels dos tirans i comparteixen les mateixes opinions negatives respecte d'ells. La Suzu parla a la Yoko de la bona reputació que té en Kokan entre la gent del poble, i la Yoko es penedeix de la decisió que va prendre en relació amb ell un temps abans. La Yoko se'n torna al rike i troba la Rangyoku morta i en Kei-Kei ferit. | |                        |                            |
| 35 | El vent llunyà, el cel a l'alba. Capítol 13 Kaze no Banri, Reimei no Sora Juunishou (風の万里 黎明の空 十二章)                         | 4 de febrer de 2003    | 19 de gener de 2006        |
| Mentre la Yoko visitava l'estat de Wa, el rike de l'estat d'Ei pateix un atac. Els atacants maten la Rangyoku, segresten l'Enho, fereixen en Kei-Kei i se l'emporten al palau de Kimba. La Yoko vol investigar en Ro, l'home que havia anat a visitar l'Enho abans, però ja no hi és. A la Shokei li diuen que vengui tokis per aconseguir diners i poder llogar soldats, mentre que a la Suzu li diuen que en compri. Així que es troben, s'adonen que totes dues tenen el mateix objectiu, amb la diferència que la Suzu té un mal concepte de la Kei-o, i la Shokei la fa canviar de parer. El grup d'en Kosho sospita que la Yoko està buscant informació i es canvia d'hotel. La Yoko es pensa que són ells qui han raptat l'Enho, però així que en Kosho s'explica, la Yoko s'afegeix al seu grup de rebels. | |                        |                            |
| 36 | El vent llunyà, el cel a l'alba. Capítol 14 Kaze no Banri, Reimei no Sora Juusanshou (風の万里 黎明の空 十三章)                        | 18 de febrer de 2003   | 20 de gener de 2006        |
| La Yoko passa a formar part d'un grup de rebels que pretén derrotar en Shoko. Els rebels aconsegueixen vèncer els 3.000 soldats d'en Shoko perquè abans ataquen una casa i un magatzem del malvat, on deixen una carta "Shu-on" (que vol dir "mort a en Shoko"). En Kantai i la Shokei senten a parlar de la revolta, i els fa patir el fet que en Gaho doni suport a en Shoko. En un moviment per despistar-lo, la Yoko i els rebels ataquen una altra casa d'en Shoko, i la Yoko es troba amb l'Asano. Ara que veu que l'Asano lluita al bàndol d'en Shoko, la Yoko decideix continuar la seva missió de reina, el deixa i se'n va cap al castell d'en Shoko, a Go. | |                        |                            |
| 37 | El vent llunyà, el cel a l'alba. Capítol 15 Kaze no Banri, Reimei no Sora Juuyonshou (風の万里 黎明の空 十四章)                        | 25 de febrer de 2003   |                            |
| Els rebels, dirigits per en Kosho i la Yoko, envaeixen el castell d'en Shoko i el detenen. La Yoko decideix perdonar-li la vida a en Shoko si confessa quins alts càrrecs del govern s'han deixat portar per la corrupció. Tot i així, aviat el castell es veu rodejat pels soldats d'en Shoko. A més a més, l'exèrcit de l'estat no ha de trigar gens a arribar. La Suzu envia l'Asano a demanar ajut a en Kantai, a Meikaku, però a mig camí l'aturen. A l'alba, els rebels miren de sortir del castell, però la cavalleria de l'estat els ataca ferotgement. Tot d'una, arriben els homes d'en Kantai per ajudar-los. Resulta que en Kantai té un pla millor que el de detenir en Shoko. | |                        |                            |
| 38 | El vent llunyà, el cel a l'alba. Capítol 16 Kaze no Banri, Reimei no Sora Juugoshou (風の万里 黎明の空 十五章)                         | 4 de març de 2003      |                            |
| Al final resulta que l'exchosai Seikyo tenia en Gaho i en Shoko controlats. En Seikyo envia l'exèrcit reial perquè lluiti contra els rebels a Takuho, sense saber que la Kei-o, la Yoko, és amb ells. La Suzu, la Shokei i la Yoko veuen identificada la seva manera de ser en els nois de Takuho, que no s'afegeixen a la rebel·lió perquè troben més fàcil fer les víctimes en comptes d'armar-se de valor per lluitar contra aquells que els tracten injustament. En Kosho i en Sekki es qüestionen si haurien d'ajudar la gent del poble que rep l'atac de l'enemic, perquè encara tindrien més problemes. La Yoko, la Suzu i la Shokei no saben si salvar un nen a qui estan a punt de matar, perquè saben que n'hi ha molts d'altres a punt de morir en altres llocs. Finalment decideixen que s'esforçaran al màxim per viure segons els seus principis. La Yoko pensa que la millor manera de procedir consisteix a dissuadir l'enemic sense matar-lo, precisament per això havia decidit detenir en Shoko en comptes de fer-lo matar. La Yoko revela la seva identitat de Kei-o a la Suzu i a la Shokei, mentre que la Suzu i la Shokei expliquen qui són elles realment a la gent del poble, que dona la culpa als rebels d'haver començat tot l'enrenou. | |                        |                            |
| 39 | El vent llunyà, el cel a l'alba. Capítol 17 Kaze no Banri, Reimei no Sora Shuushou (風の万里 黎明の空 終章)                            | 11 de març de 2003     |                            |
| En Keiki arriba a Takuho i s'emporta la Yoko davant l'exèrcit reial perquè pugui demostrar la seva legitimitat de reina. La Yoko ordena a l'exèrcit reial i a l'exèrcit de l'estat que detinguin en Gaho i en Seikyo, i que salvin l'Enho. La Yoko torna amb els rebels per agrair-los el que han fet per ella. Quan la Yoko se'n va per tornar a palau, demana a la Shokei i a la Suzu que vinguin amb ella, nomena chosai en Kokan, fa taishi en Shohaku (l'Enho), dona a en Kantai el comandament de l'exèrcit reial, i posa en Saibo al capdavant del govern de l'estat de Wa. També prohibeix les reverències, perquè això fa més mal que bé a la gent. Ella pensa que tothom ha de demostrar coratge i que tothom s'ha de guanyar-se el respecte, i que així el reialme prosperarà. | |                        |                            |
| 40 | A la llum de la lluna Jougetsu (乗月)                                                                                                  | 5 de juliol de 2003    |                            |
| 41 | El déu del mar a l'est, el poderós oceà a l'oest. Capítol 1 Higashi no Watatsumi, Nishi no Soukai Isshou (東の海神 西の滄海 一章)      | 26 de juliol de 2003   |                            |
| 42 | El déu del mar a l'est, el poderós oceà a l'oest. Capítol 2 Higashi no Watatsumi, Nishi no Soukai Nishou (東の海神 西の滄海 二章)      | 2 d'agost de 2003      |                            |
| 43 | El déu del mar a l'est, el poderós oceà a l'oest. Capítol 3 Higashi no Watatsumi, Nishi no Soukai Sanshou (東の海神 西の滄海 三章)     | 16 d'agost de 2003     |                            |
| 44 | El déu del mar a l'est, el poderós oceà a l'oest. Capítol 4 Higashi no Watatsumi, Nishi no Soukai Shuushou (東の海神 西の滄海 終章)    | 23 d'agost de 2003     |                            |
| 45 | El déu del mar a l'est, el poderós oceà a l'oest. Últim capítol Higashi no Watatsumi, Nishi no Soukai Tenshou (東の海神 西の滄海 転章) | 30 d'agost de 2003     |                            |